# Wirts
Wirts ist eine Ortschaft und eine Katastralgemeinde der Gemeinde Waidhofen an der Ybbs im Bezirk Waidhofen an der Ybbs in Niederösterreich.

## Geografie
Der Ort liegt südwestlich von Waidhofen im Tal des Waidhofenbaches, der in Waidhofen in die Ybbs mündet, und gliedert sich in die Rotten Wirts I, Wirts II und Wirts III. Durch den Ort führt die Rudolfsbahn.

## Geschichte
Laut Adressbuch von Österreich waren im Jahr 1938 in Wirts zwei Gastwirte, ein Müller, ein Schneider und zahllose Landwirte ansässig.

## Siedlungsentwicklung
Zum Jahreswechsel 1979/1980 befanden sich in der Katastralgemeinde Wirts insgesamt 217 Bauflächen mit 67.339 m² und 160 Gärten auf 499.376 m², 1989/1990 waren es 209 Bauflächen. 1999/2000 war die Zahl der Bauflächen auf 421 angewachsen und 2009/2010 waren es 274 Gebäude auf 449 Bauflächen.

## Landwirtschaft
Die Katastralgemeinde ist forstwirtschaftlich geprägt. 953 Hektar wurden zum Jahreswechsel 1979/1980 landwirtschaftlich genutzt und 1.835 Hektar waren forstwirtschaftlich geführte Waldflächen. 1999/2000 wurde auf 677 Hektar Landwirtschaft betrieben und 2.122 Hektar waren als forstwirtschaftlich genutzte Flächen ausgewiesen. Ende 2018 waren 634 Hektar als landwirtschaftliche Flächen genutzt und Forstwirtschaft wurde auf 2.106 Hektar betrieben. Die durchschnittliche Bodenklimazahl von Wirts beträgt 19,1 (Stand 2010).